# Virgin Gorda Airport

i7
i11
i13
Der Virgin Gorda Airport (IATA-Code: VIJ, ICAO-Code: TUPW), vom Betreiber auch Taddy Bay Airport genannt, ist der Flughafen der zu den Britischen Jungferninseln, einem Britischen Überseegebiet, gehörenden Insel Virgin Gorda in der Karibik.

## Geschichte
Der Flughafen wurde von einem Resort der 5-Sterne-Kategorie erbaut und 2005 für 2,9 Millionen US-Dollar von der Regierung der Britischen Jungferninseln erworben. 2010 wurde er wegen umfangreicher Arbeiten zur Verlängerung der Start- und Landebahn und zur Errichtung eines neuen Terminals für längere Zeit geschlossen. Der Schließung waren Sicherheitsbedenken der Air Safety Support International, der für die Britischen Überseegebiete zuständigen zur Civil Aviation Authority gehörenden Behörde, vorausgegangen. Die Schließung brachte Nachteile für die Tourismusindustrie von Virgin Gorda, da Touristen nun mit einer speziell hierfür eingerichteten Fährverbindung zur Nachbarinsel Tortola vom dortigen Terrance B. Lettsome International Airport abgeholt werden mussten. Nach Abschluss der Arbeiten wurde der Flugbetrieb wieder aufgenommen.

## Lage
Der Flughafen liegt im Südosten der Insel nahe dem Ort Spanish Town unmittelbar an der Taylors Bay. Die Start- und Landebahn verläuft parallel zum Ufer.

## Einrichtungen
Der Flughafen verfügt über eine Start- und Landebahn mit 937 Metern Länge und 18 Metern Breite mit einem Belag aus verdichtetem Feinkies, ein asphaltiertes Vorfeld und ein Terminalgebäude. Bei schlechtem Wetter müssen Piloten mit einer Verschlechterung der Pistenverhältnisse rechnen. Alle Flüge von und nach Virgin Gorda werden nach Sichtflugregeln durchgeführt und unterliegen besonderen Bestimmungen für die Qualifikation der Piloten.

## Zwischenfall
Am 7. April 1996 kam es beim Start einer DHC-6 Twin Otter der Dolphin Express Airways (Luftfahrzeugkennzeichen N143SA) auf dem Weg nach Saint Croix zu einem seitlichen Abkommen von der Startbahn. Das Flugzeug kollidierte mit einem Zaun, die Tragfläche wurde abgerissen. Das Flugzeug wurde irreparabel beschädigt; einer der neun Passagiere erlitt bei dem Unfall leichte Verletzungen, die übrigen Passagiere sowie die beiden Piloten blieben unverletzt.

## Fluggesellschaften
- Air Sunshine fliegt planmäßig nach Puerto Rico, Saint Thomas und Sint Maarten sowie bei Bedarf nach Saint Croix.[6][7]
- VI Airlink fliegt planmäßig nach Anegada, Tortola und Saint Thomas.[6]
- Cape Air fliegt planmäßig nach Puerto Rico.[6]
- Trans Anguilla Airways fliegt Virgin Gorda planmäßig einmal wöchentlich von Anguilla aus an und von hier weiter nach Tortola.[8]